# Ohne mich-Bewegung
Die Ohne mich-Bewegung (auch: „Ohne mich“-Bewegung oder „Ohne mich!“-Bewegung) war eine pazifistische Bewegung im Westdeutschland der Nachkriegszeit und der Beginn der bundesrepublikanischen Friedensbewegung.
Die von der Niederlage im „totalen“ Zweiten Weltkrieg geprägte pazifistische Grundströmung in der deutschen Bevölkerung ab 1945 drückte sich darin aus, dass die „aus dem Krieg zurückgekehrte, schrecklich dezimierte Frontgeneration […] nie wieder Soldat sein, nie wieder Uniform tragen, nie wieder töten müssen“ wollte. Die Redewendung „Ohne mich!“ wandte sich als Ausdruck der persönlichen Verweigerung gegen eine Mitwirkung an der Remilitarisierung Westdeutschlands. Häufig stand sie auch in Verbindung mit einer allgemeinen Verweigerung staatsbürgerlichen Engagements.
Als seit 1949 die Wiederbewaffnungsdiskussion in der Bundesrepublik Deutschland begann, im Bemühen der Adenauer-Regierung um einen westdeutschen Beitrag zum westlichen Verteidigungsbündnis gegen den Ostblock, verstärkte sich diese individuelle Haltung zu einer unkoordinierten und unspezifischen politischen Orientierung mit Massenbasis, wenn auch nur mit „vereinzelter Bereitschaft zu konkreten Aktionen wie Protesten und Demonstrationen.“ Mit gleicher Zielsetzung, aber unterschiedlichen Motiven beteiligten sich verschiedene Organisationen wie Gewerkschaften, Intellektuelle, christliche Gruppen und Frauengruppen (insbesondere der Westdeutschen Frauenfriedensbewegung), aber auch die 1956 verbotene westdeutsche KPD an Ohne-mich-Aktionen.
Die Ohne-mich-Einstellung ging zurück, als wirtschaftlicher Aufschwung und soziale Sicherheit zunahmen und die Idee der europäischen Einigung Anhänger gewann. Eine wichtige Rolle spielte auch der Antikommunismus, der die Angst vor einer Ausdehnung des sowjetischen Machtbereichs nach Westeuropa zur Verstärkung der Einbindung der jungen Bundesrepublik in Zusammenschlüsse der westlichen Staaten nutzte.
Nach dem Rücktritt Gustav Heinemanns als Bundesinnenminister im Oktober 1950 entwickelte sich auf Anregung Martin Niemöllers die Idee einer Volksbefragung über die Wiederbewaffnung, die jedoch bald in den Verdacht geriet, eine kommunistisch gesteuerte Aktion zu sein. Trotz des Verbots der Aktion durch den neuen Innenminister Robert Lehr im April 1951 konnten fast 6 Millionen Unterschriften gegen die Wiederbewaffnung gesammelt werden. Gustav Heinemanns neugegründete Gesamtdeutsche Volkspartei, die sich am stärksten gegen die Wiederbewaffnung engagierte, erreichte bei der Bundestagswahl 1953 jedoch nur 1,2 Prozent der Stimmen und löste sich 1957 auf.

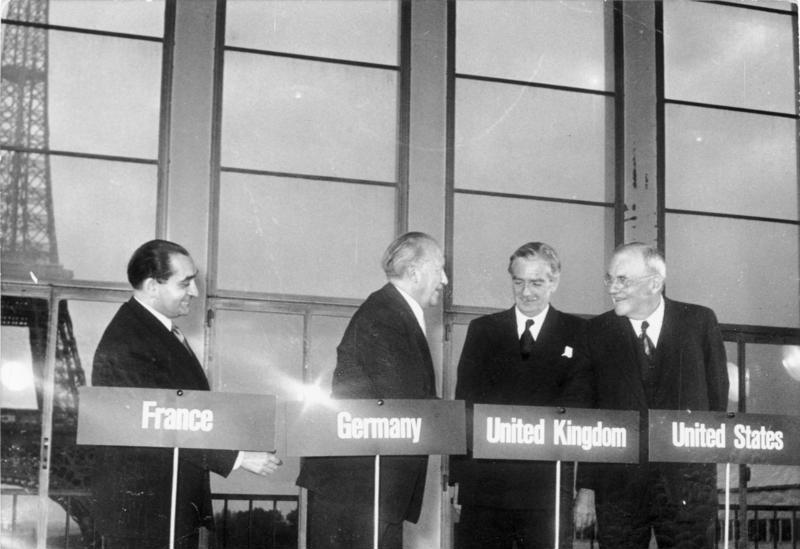
Konrad Adenauer bei Verhandlungen über NATO-Beitritt und Wiederbewaffnung der BRD in Paris, Oktober 1954

Nach der Volksbefragungsbewegung bemühte sich 1955 noch die Paulskirchenbewegung auf Grundlage ihres Deutschen Manifests um die Massenmobilisierung gegen die Wiederbewaffnung und den Beitritt der BRD zur NATO. Das endgültige Ende der Ohne mich-Bewegung symbolisierten der NATO-Beitritt der Bundesrepublik 1955 und die Wiedereinführung der Allgemeinen Wehrpflicht im Juli 1956.
Die Ohne mich-Bewegung war die erste in einer Reihe von öffentlichen pazifistischen Protestbewegungen in der Nachkriegszeit. In der zweiten Hälfte der 1950er Jahre gelangte in ihrer Folge die Kampf-dem-Atomtod-Bewegung zu einiger Bedeutung. Das Schlagwort „Ohnemichel“ entwickelte sich im Jahrzehnt nach dem Ende der Ohne mich-Bewegung zu einer abfälligen Bezeichnung für Kriegsdienstverweigerer und Wiederaufrüstungskritiker.